# Andor (Name)
Andor ist ein männlicher Vorname und Familienname.
Er ist sowohl eine ungarische Form des männlichen Vornamens Andreas als auch ein norwegischer männlicher Vorname.
Der norwegische Vorname leitet sich ab aus den altnorwegischen Wörtern „Arn“ für den Adler und „Dor“ für Schlag oder den Donner.
Der Namenstag ist der 6. März.

## Bekannte Namensträger

### Vorname
- Andor Ákos (1893–1940), ungarisch-deutscher Architekt, Innenarchitekt, Maler und Grafiker
- Andor von Barsy (1899–1964), ungarischer Kameramann
- Andor Foldes (1913–1992), US-amerikanischer Pianist ungarischer Herkunft
- Andor Gábor (1884–1953), ungarischer Redakteur und Schriftsteller
- Andor Endre Gelléri (1906–1945), ungarischer Schriftsteller
- Andor Hencke (1895–1984), deutscher Diplomat
- Andor Horváth (1778–1839), ungarischer Epiker
- Andor Izsák (* 1944), ungarischer Musiker
- Andor Kertész (1929–1974), ungarischer Mathematiker
- Andor Lilienthal (1911–2010), ungarischer Schachmeister
- Andor Losonczy (1932–2018), ungarisch-österreichischer Komponist
- Andor Mészáros (1900–1972), ungarisch-australischer Architekt, Bildhauer und Medailleur
- Andor Muck (1882–1931), deutscher Forstwissenschaftler
- Andor Pigler (1899–1992), ungarischer Kunsthistoriker
- Andor Weininger (1899–1986), US-amerikanischer Künstler, Designer und Architekt

### Familienname
- László Andor (* 1966), ungarischer Ökonom
- Lotte Palfi-Andor (1903–1991), deutsche Schauspielerin

siehe auch
- Captain Cassian Andor (zu Zeiten des Imperiums) Anführer der Rebellion und wichtige Person bei der Mission Roge One